# Горњи Стреоц
Горњи Стреоц (алб. Strellci i Epërm) је насељено место у општини Дечани, на Косову и Метохији. Према попису становништва из 2011. у насељу је живело 3.347 становника.

## Положај
Налази се у Метохији, сливу између Дечана и Пећи дуж планинске границе са Албанијом.

## Становништво
Према попису из 2011. године, Горњи Стреоц има следећи етнички састав становништва:
| Националност       | 2011.          |
| Албанци            | 3.263 (97,49%) |
| Египћани           | 75 (2,24%)     |
| други и недоступно | 9 (0,27%)      |
| Укупно             | 3.347          |

| Демографија | Демографија | Демографија |
| Година      | Становника  | Становника  |
| ----------- | ----------- | ----------- |
| 1948.       | 1.430       |             |
| 1953.       | 1.516       |             |
| 1961.       | 1.721       |             |
| 1971.       | 2.190       |             |
| 1981.       | 2.782       |             |
| 1991.       | 3.339       |             |
| 2011.       | 3.347       |             |